# 普莫雍错
普莫雍错是中国西藏自治区南部的一座淡水湖，地處山南市浪卡子县普马江塘乡境内，拉萨市西南135公里，羊卓雍错西南方。湖面海拔5010公尺，面積290平方公里，最大深度介於60至65公尺之間，主要由六條冰雪融水形成的河川補給，自2000年以來有持續萎縮的趨勢。湖泊沿岸为优良牧场。